# 列昂特·拉乌图
列昂特·拉乌图（羅馬尼亞語：Leonte Răutu；1910年2月28日—1993年），犹太人，教条式的斯大林主义者，罗马尼亚共产党中央政治执行委员会委员、中央书记处书记，罗马尼亚部长会议副主席，“斯特凡·乔治乌”社会科学政治经济教育学院院长。

## 生平
1910年，出生于俄罗斯帝国比萨拉比亚省的伯尔兹的犹太人家庭。1928年，就读于布加勒斯特大学数学系。1929年，加入罗马尼亚共产主义青年联盟。1930年，因煽动武装暴动被逮捕并判处一年有期徒刑。1931年，加入罗马尼亚共产党，从事宣传活动。1934年，再次被捕。
1940年，移居苏联，在摩尔达维亚苏维埃社会主义共和国任《苏维埃土地》杂志的编辑。1941年，纳粹德国入侵，撤退到苏联内地。1943年，任莫斯科广播电台罗马尼亚语编辑部主任和苏联外国文书籍出版社编辑。
1945年，回到罗马尼亚，任罗共机关报《火花报》编辑委员会委员、罗马尼亚共产党中央委员会宣传鼓动部部长。1947年，罗马尼亚人民共和国成立，分管宣传鼓动部门、国家教育部和文化部、罗马尼亚科学院、罗马尼亚广播委员会、电影制作机构、罗马尼亚国家通讯社、作家联合会、艺术家协会、体育协会、俱乐部。1948年，为罗马尼亚工人党中央委员、中央委员会宣传鼓动部部长、罗马尼亚-苏联友好协会中央理事会领导成员。
1949年，任布加勒斯特大学教授、社会主义科学和文化传播委员会委员。1950年，为人民民主阵线中央委员会委员、克卢日集团军军事委员会委员。1955年，为工人党中央政治局候补委员。1957年，任罗马尼亚工人党中央委员会宣传和文化部部长。1965年，为罗共中央政治执行委员会委员、中央书记处书记，分管中央宣传鼓动部、新闻出版部、对外联络部、党史研究所、《火花报》、《阶级斗争》杂志和“斯特凡·乔治乌”高级党校。
1969年，分管体育教育和体育运动全国理事会、社会主义少年先锋队全国委员会。3月，任罗马尼亚社会主义共和国部长会议副主席。1972年，任罗马尼亚共产党中央委员会“斯特凡·乔治乌”社会科学政治经济教育学院院长。1980年，任罗共中央社会主义教育和文化、政治活动和意识形态问题委员会委员、最高教育委员会副主席。
1981年，因女儿埃列娜和女婿安德烈·科勒移民美国并取得永久居留权，受到严厉批评。被解除罗共中央政治执委和罗共中央党校校长的职务。1989年，罗马尼亚政革命后，被列入“反法西斯老战士”，享受特殊照顾。1993年，病逝。